# Exécution de Kenneth Eugene Smith
 (février 2024).
Le contenu est difficilement compréhensible vu les erreurs de traduction, qui sont peut-être dues à l'utilisation d'un logiciel de traduction automatique.
L'exécution de Kenneth Eugene Smith est l'application d'une décision de justice condamnant Kenneth Eugene Smith à la peine capitale, après un meurtre qu'il a commandité contre Elizabeth Dorlene Sennett. Il est exécuté le 25 janvier 2024 entre 19 h 57 et 20 h 25 (UTC−6), dans le centre correctionnel Holman à Atmore (Alabama), aux États-Unis.
Kenneth Eugene Smith, né le 4 juillet 1965 est un tueur à gages américain. Il est condamné le 18 mars 1988 à la peine de mort pour avoir assassiné Elizabeth Dorlene Sennett dans le comté de Colbert en Alabama.
Il est le premier condamné à mort exécuté par inhalation forcée d'azote,. 

## Crime et enquête
Charles Sennett Sr., pasteur, paie Billy Gray Williams, l'un de ses locataires, pour assassiner sa femme, Elizabeth Dorlene Sennett, alors âgée de 45 ans. Pour mener à bien son plan, Williams demande de l'aide à Kenneth E. Smith et John Forrest Parker. Charles Sennett propose à chacun 1 000 $ pour l'assassinat. Le 18 mars 1988, Elizabeth Sennett est assassinée à son domicile du comté de Colbert, en Alabama.
Le shérif Ronnie May est l'une des premières personnes à arriver sur les lieux du meurtre et il ne parvient pas à trouver le pouls d'Elizabeth et conclut à sa mort. Cependant, lorsque les services d'urgence arrivent, ils trouvent un pouls. Le shérif déclare que Sennett « est presque tombé »[pas clair] lorsqu'on lui dit qu'Elizabeth est en vie. May monte ensuite avec Elizabeth dans l'ambulance et elle est finalement déclarée morte par les médecins de l'hôpital.
Les enquêteurs pensent que la scène de crime dans la maison a été mise en scène pour donner l'impression qu'une violation de domicile a eu lieu. Ronnie May se souvient avoir rencontré Charles Sennett quelques semaines plus tôt alors qu'il enquête sur un autre meurtre et doit demander à Sennett de partir à plusieurs reprises. Les enquêteurs reçoivent un appel d'Échec au crime qui leur donne les noms des suspects. Le 25 mars, les enquêteurs interrogent Sennett, mais il nie toute implication. Quand Sennett part, quelqu'un lui demande s'il connaît Kenneth Smith et Sennett devient rouge. Sennett quitte l'entretien et se rend dans son église, où il rencontre ses fils et leurs familles et admet avoir eu une liaison et avoir tué leur mère. Sennett se rend ensuite au parking, monte dans son camion et se suicide.
Les enquêteurs obtiennent un mandat de perquisition pour fouiller le domicile de Smith et trouvent un magnétoscope provenant du domicile des Sennett. Smith et Parker fournissent des informations à la police sur la mort d'Elizabeth.

## Condamnation et appels
Smith est jugé et reconnu coupable dans le comté de Jefferson, à la suite d'un changement de lieu du comté de Colbert afin de réduire la publicité préalable au procès. Le jury du premier procès déclare Smith coupable du meurtre d'Elizabeth Dorlene Sennett et recommande au juge son exécution par 10 voix contre 2. Pour les détenus condamnés avant 2017, le jury prononce une recommandation de peine ; si moins de 10 jurés votent pour une condamnation à mort, cela constitue une condamnation à perpétuité. Toutefois, le juge n'est pas soumis à la recommandation du jury, mais il y accorde du poids avant de prendre la décision finale en matière de détermination de la peine. Smith est condamné à mort ; cependant, la déclaration de culpabilité et la peine sont annulées en appel. Lors du deuxième procès de Smith, le jury recommande une peine d'emprisonnement à perpétuité ; le juge ignore leur recommandation et le condamne à mort.
Comme Smith, Parker est condamné à mort, tandis que Williams est condamné à la réclusion criminelle à perpétuité sans possibilité de libération conditionnelle,,. Parker est exécuté le 10 juin 2010 par injection létale,. Williams meurt quant à lui en prison en novembre 2020 des suites d'une maladie non précisée. Smith épuise ses derniers appels contre la deuxième condamnation et la peine en 2022.

## Premier décision d'exécution et tentative d'exécution ratée
Smith doit initialement être mis à mort par injection létale le 17 novembre 2022.
Malgré le fait que Smith a encore une demande de suspension de son exécution en instance devant la Cour d'appel américaine pour le onzième circuit, à 19 h 45 le 17 novembre 2022, un avocat du département correctionnel de l'Alabama envoie un courriel aux avocats de Smith pour leur faire savoir qu'ils doivent le préparer pour son exécution. Smith parle avec sa femme à 19 h 57, mais les gardiens de prison mettent fin à son appel téléphonique avec elle. Il est menotté et enchaîné et emmené à la chambre d'exécution. Deux minutes plus tard, à 19 h 59, le onzième circuit accorde un sursis à l'exécution, que les avocats de Smith communiquent immédiatement au département correctionnel de l'Alabama.
Le Département des services correctionnels répond qu'il a reçu un avis de suspension, mais n'a pas informé Smith, et lui a permis de parler avec ses avocats, le gardant plutôt attaché à une civière dans la chambre d'exécution. À 22 h, l'équipe d'exécution entre et tente de placer une intraveineuse dans le bras de Smith. Vers 22 h 20, la Cour suprême des États-Unis lève le sursis d'exécution accordé au onzième circuit. Smith déclare à un membre de l'équipe d'exécution qu'il sent l'aiguille s'insérer dans son muscle, mais le membre de l'équipe lui répond que ce n'était pas vrai. L'équipe déplace ensuite Smith dans une position de crucifixion inversée et quitte la pièce, revenant après quelques minutes pour lui injecter une substance inconnue, malgré l'objection de Smith. Un autre individu commence à transpercer à plusieurs reprises la clavicule de Smith avec une aiguille, tentant de placer une ligne IV centrale. Les tentatives n'aboutissent pas et vers 22 h 20, l'exécution de Smith est annulée. Smith est incapable de marcher ou de lever les bras tout seul, il transpire et fait de l'hyperventilation. Il s’agit de la troisième exécution ratée consécutive dans l’État de l’Alabama.
Après l'incident, la gouverneur Kay Ivey ordonne une révision du processus d'exécution en Alabama. Elle demande aussi à la Cour suprême de l'Alabama de modifier les règlements des tribunaux de l'État régissant les peines de mort afin de donner au personnel du Département des services pénitentiaires plus de temps pour procéder aux exécutions. La Cour suprême de l'Alabama approuve l'amendement le 12 janvier 2023.

## Deuxième décision d'exécution
Un deuxième arrêt de mort est ensuite finalisé, ordonnant que Smith soit mis à mort le 25 janvier 2024 par hypoxie à l'azote, une méthode d'exécution secondaire en Alabama qui n'a jamais été utilisée depuis sa légalisation. Le 10 janvier 2024, un juge fédéral décide que l'Alabama peut procéder à l'exécution de Smith par le moyen d'azote gazeux,. Le 24 janvier 2024, la Cour suprême refuse de traiter son appel et rejette sa demande de sursis à l'exécution, et la famille de Sennett, notamment ses deux fils, milite pour l'exécution de Smith,. D'un autre côté, les groupes de défense des droits humains et les Nations unies craignent que la méthode d'exécution à l'azote, jamais utilisée, puisse mener à « des traitements cruels, inhumains ou dégradants, voire à la torture », interdits par les organisations internationales, et les avocats de Smith affirment plus tôt dans l'appel ignoré de la Cour suprême qu'il est inconstitutionnel de procéder à une deuxième tentative d'exécution contre Smith alors qu'il a survécu à la première.
Le 25 janvier, le dernier appel de Smith visant à empêcher son exécution est à nouveau rejeté par la Cour suprême, et sa condamnation à la peine de mort doit être exécutée le même soir à 18 heures CST. Chuck Sennett, l'un des deux fils de la victime, Elizabeth Dorlene Sennett, répond que Smith doit payer le prix du meurtre de sa mère, qui, selon lui, a été négligé à la lumière de la méthode d'exécution prévue par hypoxie à l'azote,. Kay Ivey, la gouverneur de l'Alabama, a auparavant refusé de gracier Smith, ce qui aurait permis de commuer la peine de mort de Smith en emprisonnement à vie.
Smith mange son dernier repas — steak, pommes de terre rissolées et œufs — huit heures avant d'être exécuté, et il reçoit une dernière visite de sa femme et de ses fils. Le conseiller spirituel de Smith, le révérend Jeff Hood, déclare à l'Associated Press que Smith se sent en paix malgré sa crainte des risques d'exécution par hypoxie à l'azote, et qu'il accepte son sort. Smith est mis à mort plus tard dans la nuit et déclaré mort à 20 h 25. Tout mouvement de Smith cesse à 20 h 08, ce qui indique sa mort, et le rideau de la salle des témoins se ferme à 20 h 15. Ses derniers mots auraient été : « Ce soir, l'Alabama fait reculer l'humanité. Merci de m'avoir soutenu. Je vous aime tous. ». Smith devient le premier humain au monde à être mis à mort par hypoxie à l'azote.
L'azote gazeux est administré pendant quinze minutes et Smith est officiellement déclaré mort environ 25 minutes plus tard. Il semble que la mort soit survenue environ dix à quinze minutes après l'administration du gaz, lorsque le mouvement de Smith cesse à 20 h 08, onze minutes après la mise en place du processus d'hypoxie à l'azote. Certains témoins déclarent que Smith avait l'air conscient au cours de l'exécution et « s'est battu violemment sur la civière », respirant fort pendant au moins cinq minutes, avec des crachats sortant de sa bouche avant de s'immobiliser et d'être ensuite déclaré mort. En réponse, le commissaire correctionnel de l'Alabama, John Q. Hamm, déclare aux médias que les observations présumées de convulsions et de tremblements de Smith semblent être des mouvements involontaires et que ces effets étaient attendus sur la base des recherches effectuées sur l'hypoxie à l'azote. Hamm affirme également que Smith a retenu sa respiration pendant environ quatre minutes, ce qui a entraîné une réponse plus forte de son corps. Le procureur général de l'État de l'Alabama, Steve Marshall, soutient également cette déclaration et ajoute que cela prouve que la peine de mort au moyen de l'azote gazeux est une « méthode d'exécution efficace et humaine ». Kay Ivey, gouverneure de l’Etat, déclare également lors d'une conférence de presse que justice a été rendue et espère que la famille de Sennett parviendra à tourner la page après l'exécution de Smith.
Dans une déclaration après l'exécution de Smith, l'un des deux fils de Sennett, Michael Sennett, déclare que justice a été rendue pour sa mère et que Smith mérite de faire face aux conséquences de son crime. Il ajoute que même si sa mère ne peut pas être ramenée à la vie avec la mort de Smith, il est heureux que cette épreuve soit enfin terminée après plus de trois décennies depuis l'assassinat de sa mère, et que la famille a depuis longtemps pardonné à Smith et à tous les autres auteurs impliqués.
Les restes de Smith sont remis au coroner du comté d'Escambia pour une autopsie au laboratoire mobile du département des sciences médico-légales.
Volker Türk, le Haut-Commissaire des Nations Unies aux droits de l'homme, condamne l'utilisation de l'azote gazeux par l'Alabama pour mettre à mort Smith et déclare que la méthode elle-même équivaut à une forme potentielle de torture et de sanction dégradante,.